# Alsdorf (Westerwald)

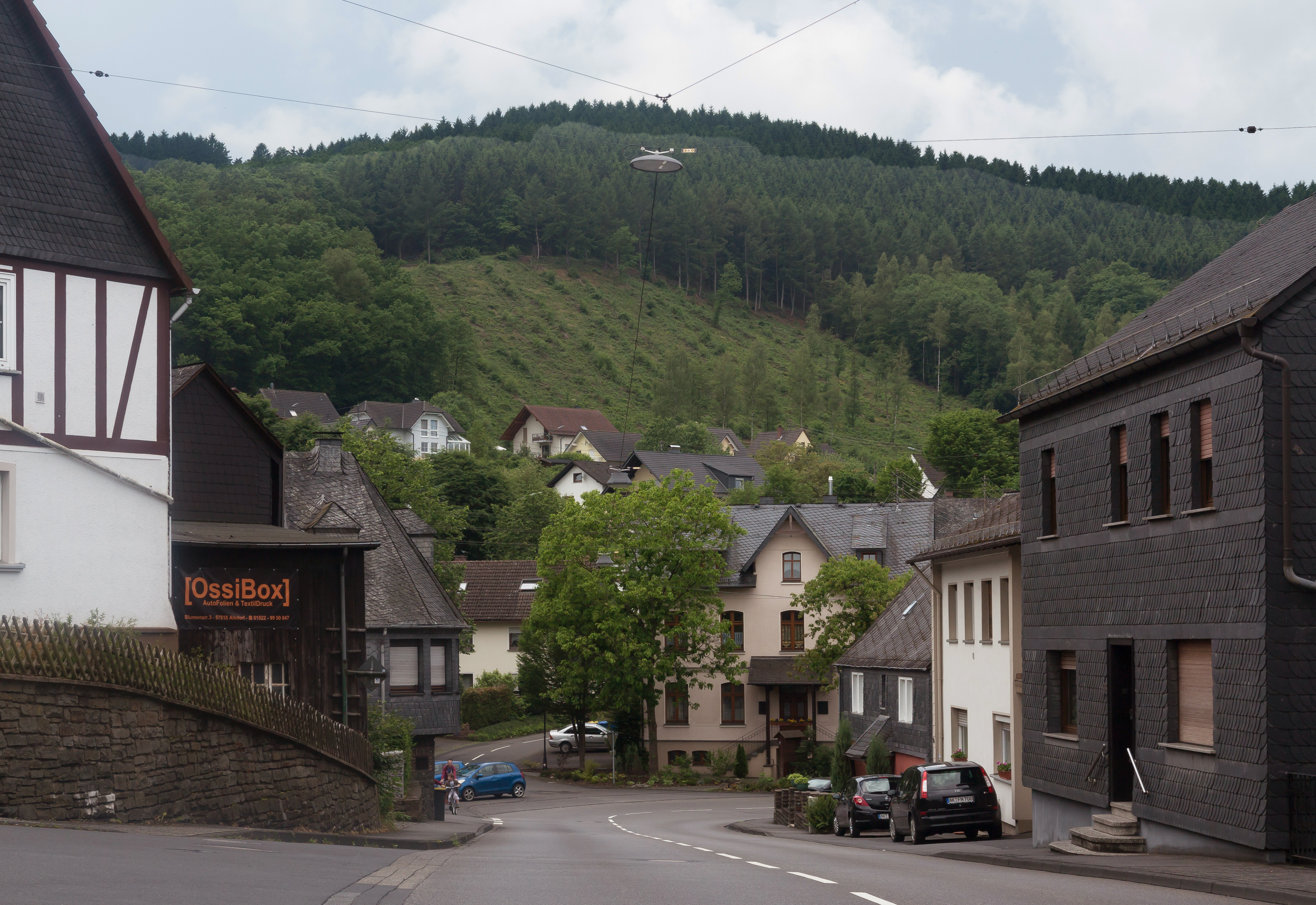
Alsdorf, Straßenbild

Alsdorf ist eine Ortsgemeinde im Landkreis Altenkirchen (Westerwald) in Rheinland-Pfalz. Sie gehört der Verbandsgemeinde Betzdorf-Gebhardshain an.

## Geographische Lage
Alsdorf liegt in der nördlichen Spitze von Rheinland-Pfalz und damit in den nordöstlichen Ausläufern des Westerwalds. Umgeben von waldreichen Erhebungen ist sie eingebettet im Tal der Heller (östlicher Sieg-Zufluss), in die in der Ortschaft die von Süden kommende Daade einmündet. Unmittelbar an das Gebiet der Gemeinde grenzt das „Imhäusertal“.

## Geschichte

### Ortsgeschichte
Die erste urkundliche Erwähnung von Alsdorf ist von 1248: In jenem Jahr wurde im Kloster Marienstatt eine Urkunde verfasst, deren Zeuge Wilhelm von Alsdorf war. Sie war das erste Schriftstück, in dem Amilardisdorp erwähnt wurde. Um 1300 soll ein Raubritter sein Unwesen in Alsdorf getrieben haben. Sein Wohnsitz war „Auf der Burg“. Von hier aus versetzte er zusammen mit anderen Rittern von Burg Hohenseelbach die Heimat in Angst und Schrecken. 1611 ist eine Mühle in Alsdorf belegt. 1471 wurde erstmals die Alsdorfer Eisenhütte erwähnt. 1680 wurde das Hüttenschulzenhaus, eines der besterhaltenen Alsdorfer Fachwerkhäuser, erbaut. Nach der Völkerschlacht bei Leipzig wohnten dort russische Offiziere. Sie verfolgten Napoléon auf dem Rückzug nach Frankreich. 1885 erloschen die Feuer der Eisenhütten, die Alsdorf in den vergangenen Jahrhunderten zu einem bedeutenden und wohlhabenden Ort gemacht hatten. Auf dem Gelände entstand ein Sägewerk, das im Jahre 1972 einem Großbrand zum Opfer fiel.
Der Grundstein für die Alsdorfer Kirche wurde im Jahre 1951 gelegt. 1969 konnte die Turnhalle und 1974 der Rasensportplatz eingeweiht werden. Ab 1985 hat die Gemeinde im Rahmen der Dorferneuerung zahlreiche Verschönerungsmaßnahmen vorgenommen, so z. B. einen Dorfpark auf dem Gelände des ehemaligen Sägewerks eingerichtet.

### Bevölkerungsentwicklung
Die Entwicklung der Einwohnerzahl von Alsdorf, die Werte von 1871 bis 1987 beruhen auf Volkszählungen:
| Jahr | Einwohner |
| 1815 | 358       |
| 1835 | 417       |
| 1871 | 484       |
| 1905 | 764       |
| 1939 | 1.134     |
| 1950 | 1.318     |

| Jahr | Einwohner |
| 1961 | 1.551     |
| 1970 | 1.640     |
| 1987 | 1.742     |
| 1997 | 1.878     |
| 2005 | 1.796     |
| 2017 | 1.498     |

## Religion

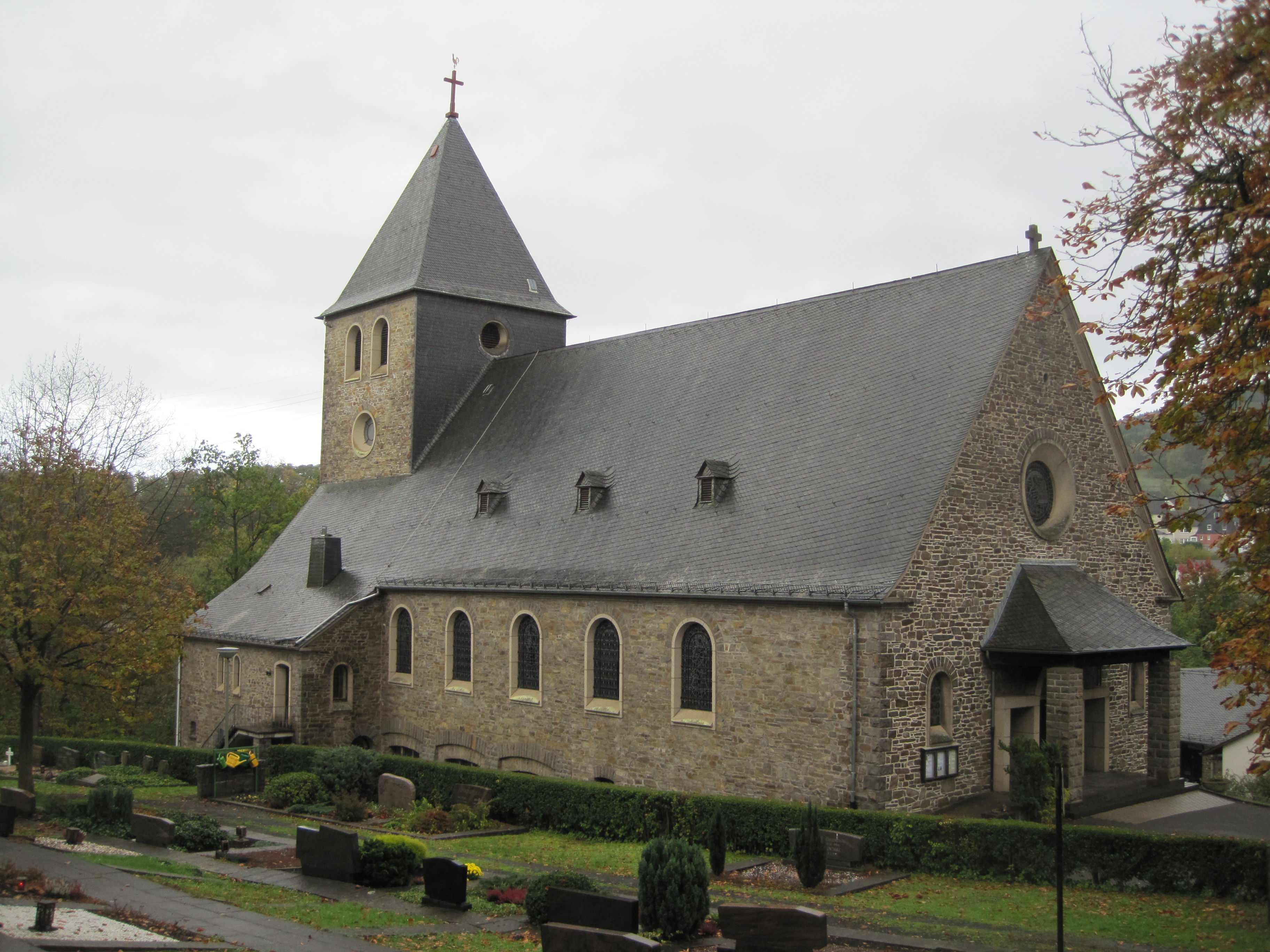
Kirche

Alsdorf ist mehrheitlich katholisch geprägt und gehört neben Grünebach und dem Daadetal zur katholischen Pfarrei St. Peter und Paul Alsdorf im Bistum Trier („Trierische Insel“). Die „Trierische Insel“ besteht aus dem Dekanat Kirchen, das zum Bistum Trier gehört, jedoch komplett vom Erzbistum Köln, dem Erzbistum Paderborn und dem Bistum Limburg umschlossen wird.
Aus der Pfarrei Alsdorf stammen drei katholische Heimatmissionare.
Pater Vinzenz Euteneuer MSF war in São Francisco im Bundesstaat Minas Gerais (Brasilien) als Missionar tätig.
Pater Leo Schmitt SAC, war Missionar in Manila auf den Philippinen und
Schwester Virgula (Maria) Schmitt SSpS auf der Insel Flores in Indonesien.
Alle drei wurden in Grünebach geboren. Sie genießen in ihren ehemaligen Tätigkeitsbereichen auch über ihren Tod hinaus ein sehr hohes Ansehen.

## Politik

### Gemeinderat
Der Gemeinderat in Alsdorf besteht aus 16 Ratsmitgliedern, die bei der Kommunalwahl am 9. Juni 2024 in einer personalisierten Verhältniswahl gewählt wurden, und der ehrenamtlichen Ortsbürgermeisterin als Vorsitzender.
Die Sitzverteilung im Gemeinderat:
| Wahl | SPD | CDU | Gesamt   |
| ---- | --- | --- | -------- |
| 2024 | 6   | 10  | 16 Sitze |
| 2019 | 9   | 7   | 16 Sitze |
| 2014 | 9   | 7   | 16 Sitze |
| 2009 | 7   | 9   | 16 Sitze |
| 2004 | 5   | 11  | 16 Sitze |

### Bürgermeister
Kerstin Himmrich (CDU) wurde am 11. Juli 2024 Ortsbürgermeisterin von Alsdorf. Bei der Direktwahl am 9. Juni 2024 war sie mit 87,6 % der Stimmen ohne Gegenkandidat für fünf Jahre gewählt worden.
Himmrichs Vorgänger Rudolf Staudt (SPD) hatte das Amt zehn Jahre ausgeübt und kandidierte bei der Wahl 2024 nicht erneut als Ortsbürgermeister.

### Wappen
| Wappen von Alsdorf | Blasonierung: „In Rot-Grün ein silberner, mit drei schwarzen Rauten belegter Schräglinksbalken: Oben rechts ein goldener Hammer und ein goldener Schlägel mit gekreuzten goldenen Stielen. Unten links über goldenem Wellenschildfuß ein vierspeichiges goldenes Wasserrad.“ |
| Wappen von Alsdorf | Wappenbegründung: Mit dem niederadligen Geschlecht derer von Alsdorf beginnt die Geschichte von Amilardisdorp. Die drei Rauten weisen auf das 1453 von Wilhelm von Alsdorf geführte Siegel hin. Bis Mitte des 19. Jahrhunderts gehörte Alsdorf zu den bedeutendsten Industrieorten der vormaligen Grafschaft Sayn. Begünstigt durch die Wasserkraft der Flussläufe Heller, Daade und Steinebach hatte sich ein Zentrum der Eisenerzeugung entwickelt. Die Bedeutung dieser Industriezweige werden durch den goldenen Hammer und den goldenen Schlägel mit gekreuzten goldenen Stielen im oberen roten Feld gekennzeichnet. Für die Landwirtschaft, Nebenbetriebe, Wald, Hauberg und Jagd steht das grüne untere Feld. Der goldenen Wellenschildfuß und das Wasserrad symbolisieren die drei Flüsse, die über Jahrhunderte die Alsdorfer Hütten und Nebenbetriebe in Gang hielten. |

## Wirtschaft und Infrastruktur
Der Ort hat in den vergangenen Jahren neue Baugebiete erschlossen. Flächen für Gewerbe- und Industrieansiedlung sind ausgewiesen.

## Verkehr

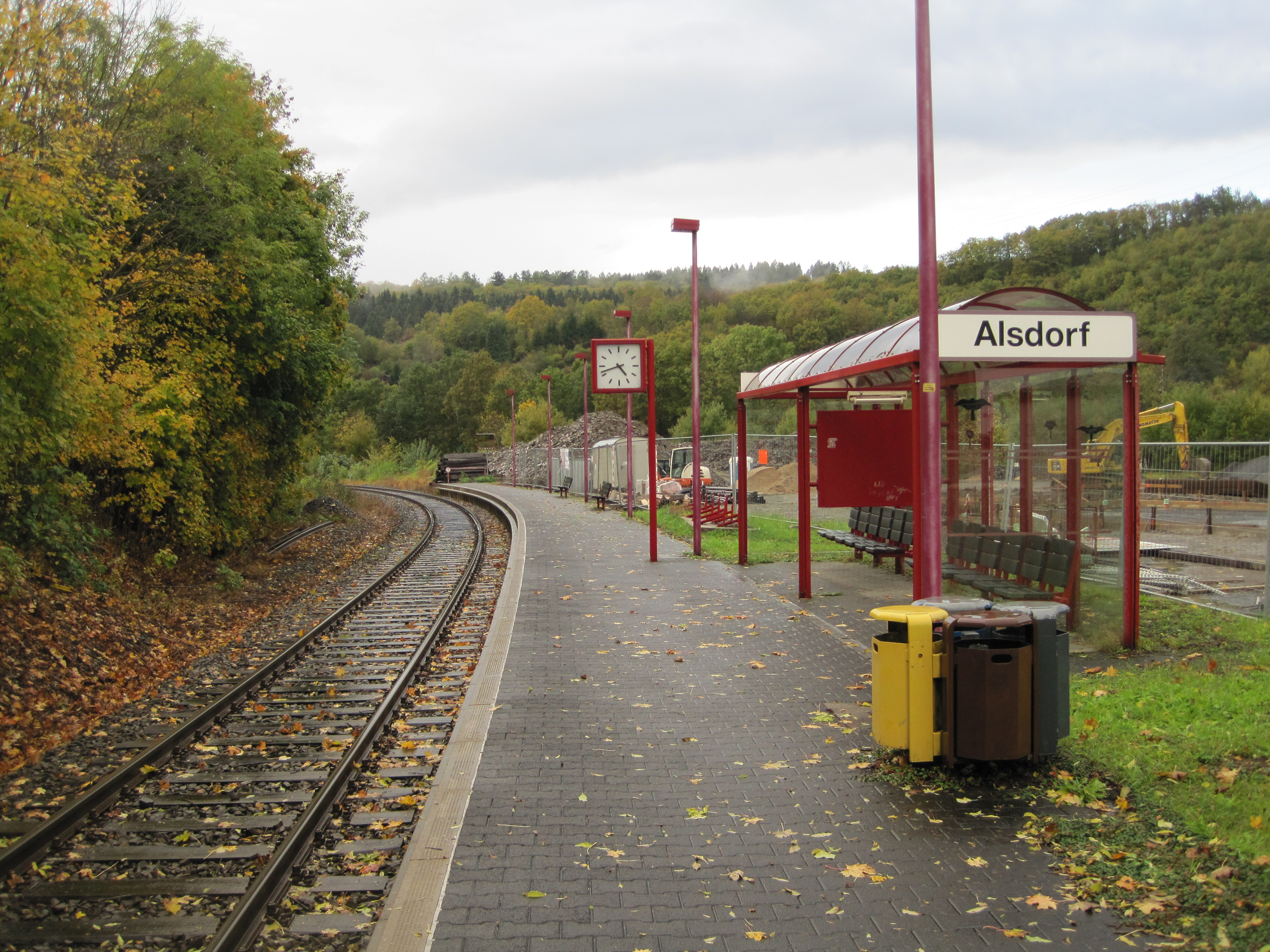
Bahnhaltepunkt Alsdorf

Verkehrstechnisch ist die Gemeinde über die B 62 zu erreichen.

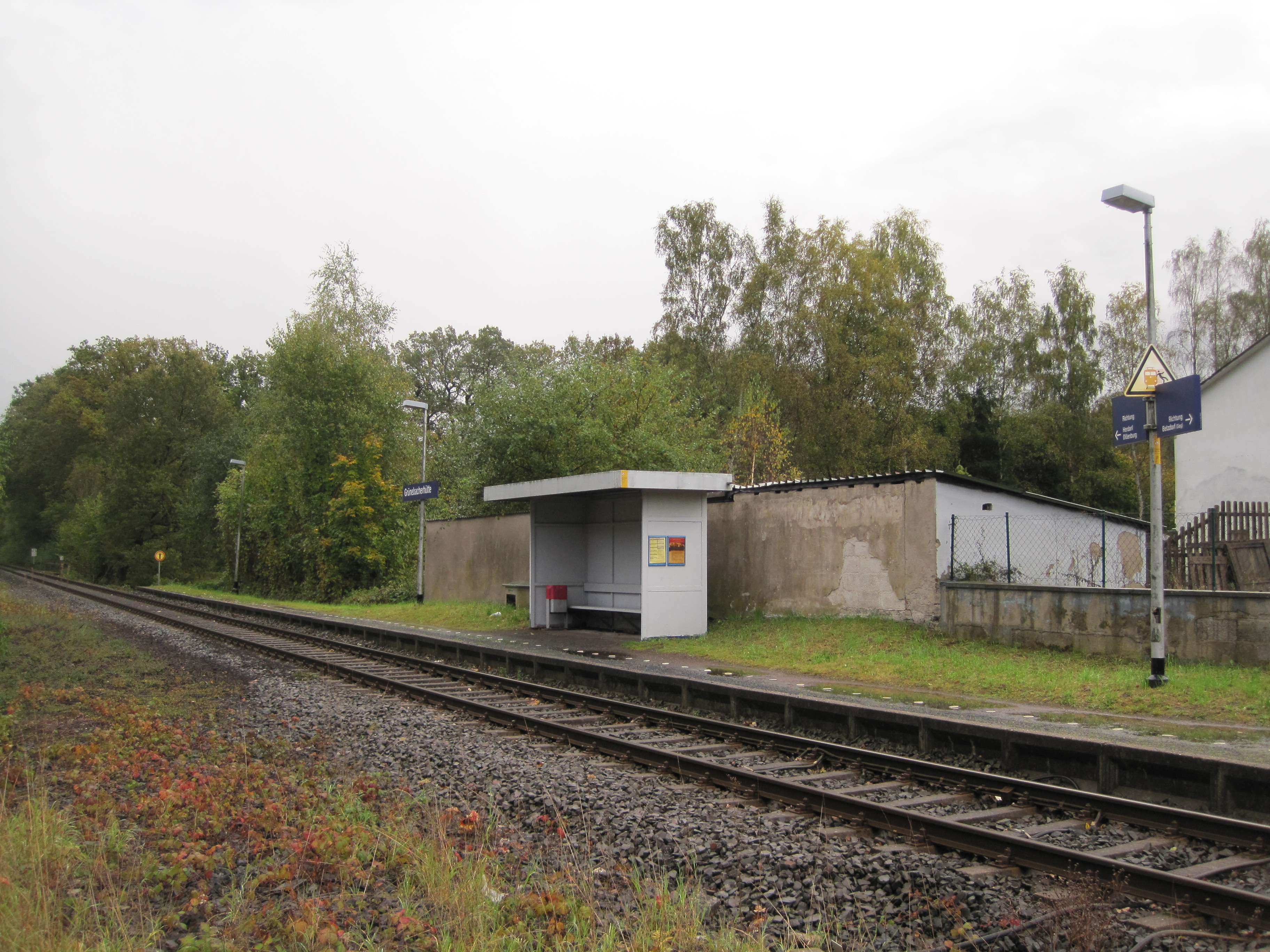
Bahnhaltepunkt Alsdorf-Grünebacherhütte

Alsdorf verfügt über einen Haltepunkt an der Bahnstrecke Betzdorf–Daaden, auf welcher die Züge der Linie RB 97 der Westerwaldbahn GmbH nach dem Rheinland-Pfalz-Takt stündlich von Betzdorf nach Daaden verkehren. Am Bedarfshaltepunkt Grünebacherhütte verkehren die Züge der Linie RB 96 (Bahnstrecke Betzdorf–Haiger) täglich im Stundentakt. Da die beiden Haltepunkte nur rund 100 m voneinander entfernt liegen, eignen sie sich auch zum Umstieg zwischen den beiden Bahnstrecken.
| Linie | Verlauf | Takt                                                           | Betreiber      |
| ----- | --- | -------------------------------------------------------------- | -------------- |
| RB96  | Hellertal-Bahn: Betzdorf (Sieg) – Grünebacherhütte – Grünebach Ort – Sassenroth – Königstollen – Herdorf – Struthütten – Altenseelbach – Neunkirchen (Kr Siegen) – Wahlbach (Kr Siegen) – Burbach (Kr Siegen) – Würgendorf (Ort) – Würgendorf – Holzhausen (Kr Siegen) – Niederdresselndorf – Allendorf (Dillkr) – Haiger Obertor – Haiger – Sechshelden – Dillenburg Stand: Fahrplanwechsel Dezember 2021 | 60 min (Betzdorf–Neunkirchen) 120 min (Neunkirchen–Dillenburg) | HLB Hessenbahn |
| RB97  | Daadetal-Bahn: Betzdorf (Sieg) – Alsdorf (Westerw) – Schutzbach – Niederdreisbach – Biersdorf (Westerw) Ort – Daaden Stand: Fahrplanwechsel Dezember 2022 | 60 min                                                         | Westerwaldbahn |

Am unweit von Alsdorf entfernt gelegenen Bahnhof Betzdorf an der Siegstrecke besteht Anschluss an den RE 9, Rhein-Sieg-Express RSX, welcher von Aachen über Düren, Köln, Siegburg/Bonn, Troisdorf und Au(Sieg) nach Siegen verkehrt sowie an die RB 90 (Westerwald-Sieg-Bahn) in Richtung Siegen und Au (Sieg) – Limburg (Lahn).

## Öffentliche Einrichtungen
Vorhanden sind zahlreiche öffentliche Einrichtungen wie z. B. eine Grundschule, zwei Kindergärten, Bürgerhaus, zwei Bahnhaltepunkte (Hellertal-Bahn und Daadetalbahn), Kirche, Sportanlage mit Rasensportplatz, Grillhütte, Schützenhaus, Minigolfanlage. Der Veranstaltungskalender der Ortsgemeinde ist geprägt vom regen Vereinsleben und lädt auch die Besucher zur Teilnahme an zahlreichen Festen, Veranstaltungen und Feierlichkeiten ein. Im Jahre 1998 feierte die Ortsgemeinde mit einem großen historischen Festzug ihr 750-jähriges Bestehen.

## Persönlichkeiten
- Paul Wingendorf (1914–1995), Politiker, geboren in Alsdorf